# Кохтла-Ярве
Ко́хтла-Я́рве (эст. Kohtla-Järve) — город и муниципалитет в уезде Ида-Вирумаа, Эстония.

## География
Расположен на северо-востоке Эстонии, вблизи шоссе Таллин-Нарва-Петербург и железнодорожной ветки Таллин-Нарва. Площадь — 68 км2. Является пятым по площади и по численности населения городом Эстонии. Состоит из пяти отдельно стоящих частей города: Ахтме (эст. Ahtme), Ярве (эст. Järve), Кукрузе (эст. Kukruse), Ору (эст. Oru), Сомпа (эст. Sompa). До административной реформы местных самоуправлений город включал в себя также Вийвиконна (эст. Viivikonna) и Сиргала (эст. Sirgala), как отдельную часть города (после реформы Вийвиконна и Сиргала стали деревнями в городе Нарва-Йыесуу уезда Ида-Вирумаа). Ахтмеская часть города находится южнее уездного центра и состоит из Центрального Ахтме, Нового Ахтме, Старого Ахтме, Пуру, Ийдла, Таммику и Паргитагузе. Крупные промышленные предприятия (ТЭЦ, VKG, «Нитроферт») находятся на северо-западе ярвеской части города. Между Старым Ахтме и городом Йыхви расположен жилой микрорайон Ийдла. Часть города Ярве включает в себя местность Кява.
В окрестностях Кохтла-Ярве находятся залежи горючего сланца, добыча и переработка которого являются основными видами промышленной деятельности в городе.

## Население

### Данные переписи населения 2011 года
В городе проживают представители почти четырёх десятков национальностей. По данным переписи населения 2011 года, число жителей города составило 37 201 человек, из них 27 507 человек (73,9 %) — русские, 5994 человек (16,1 %) — эстонцы, 3651 человек (9,8 %) — лица других национальностей. Около 80 % всех жителей составляли русские и русскоговорящие, которые приехали сюда во времена СССР, 20 % — эстонцы. Таким образом, город, как и соседние Нарва, Йыхви и Силламяэ, является преимущественно русскоязычным.

### Данные переписи населения 2021 года
По данным переписи населения 2021 года, число жителей Кохтла-Ярве составило 33 499 человек. Наиболее крупные части города — Ярвеская (15 656 чел.) и Ахтмеская (15 602 чел.), за ними следуют Ору (996 чел.), Сомпа (754 чел.) и Кукрузе (467 чел.). Национальный состав: 24 646 человек (73,6 %) — русские (7,8 % от общего числа русских Эстонии), 5298 человек (15,8 %) — эстонцы, 1 079 человек (3,2 %) — украинцы, 1 068 человек (3,2 %) — белорусы, 316 человек (0,9 %) — финны, 171 человек (0,5 %) — поляки, 111 человек (0,3 %) — латыши, 89 человек (0,3 %) — армяне, 70 человек (0,2 %) — татары, 63 человек (0,2 %) — немцы, 60 человек (0,2 %) — литовцы, 37 человек (0,1 %) — евреи, 428 человек (1,3 %) — лица других национальностей, национальность 63 человек (0,2 %) неизвестна.
Состав населения по гражданству: граждане России — 22,8 % (7 638 чел., т. е. 9,4 % всех граждан России, проживающих в Эстонии), лица без гражданства — 18,3 % (6 134 чел., т. е. 9,2 % всех апатридов Эстонии), граждане других стран — 3,0 % (987 человек), гражданство 4 человек (0,01 %) было неизвестно.
Доля жителей в возрасте 65 лет и старше в общей численности населения города составляла 25,9 % (8 683 чел.), доля жителей младше 14 лет — 13,2 % (4 408 чел.).
Из 33 499 жителей города для 29 055 человек (86,73 % населения Кохтла-Ярве)  родным языком являлся русский, для 3 482 человек (10,39 %) — эстонский,  для 340 человек (1,01 %) — украинский,  для 108 человек (0,32 %) — белорусский, для 59 человек (0,18 %) — латышский,  для 44 человек (0,13 %) — французский,  для 42 человек (0,13 %) — армянский, для 24 человек (0,07 %) — финский, для 21 человека (0,06 %) — азербайджанский, для 19 человек (0,06 %) — английский, для 15 человек (0,04 %) — татарский, для 5 человек (0,01 %) — испанский, для 4 человек (0,01 %) — литовский, для 191 человека (0,57 %) родным был какой-либо другой язык, родной язык 88 человек (0,26 %) был неизвестен.

## Топоним
Город был построен на землях мыз Кохтла и Ярве на месте бывшей деревни Ярве (упоминается в 1241 году) в связи с созданием сланцевой промышленности в начале 1920-х годов. Топоним Кохтла-Ярве возник на основе объединения поселений Кохтла и Ярве. На картах XX века упоминается река Кохтла (Кохтель), название которой связано с эстонским словом koht («место»). Ярве в прибалтийско-финских языках означает озеро.

## История
Кохтла-Ярве получил статус города в 1946 году. Однако поселения на его территории существовали давно. Так, первое упоминание о деревне Ярве в Датской поземельной книге относится к 1241 году (там она именуется как Jeruius). Нынешняя часть города Кукрузе впервые упоминается тоже в 1241 году (Kukarus), а Сомпа — в 1420 году (Soenpe).
Вероятно, на месте нынешнего Кохтла-Ярве так и не возникло бы города, если бы не горючий сланец, залежи которого в здешних краях довольно значительны. Образно говоря, горючий сланец — это «твёрдая нефть». О том, что этот камень может гореть, местные жители знали давно. Существуют легенды, рассказывающие о том, каким образом это было замечено. Согласно одной из них, когда-то в давние времена пастухи, разжигая костры, имели обыкновение выкладывать вокруг них кольцо из камней. Обычно для этого использовали известняк, но как-то раз воспользовались желтовато-коричневыми камнями, которых оказалось немало в том месте. Пастухам трудно было поверить своим глазам, когда они увидели, как жарко эти камни пылают вместе с дровами. По другой легенде некий крестьянин построил себе баню из сланца. Стоило растопить её, как загорелись стены — к величайшему изумлению крестьянина и всех соседей.
Однако долгое время сланец оставался в глазах местного населения всего лишь странным курьёзом, не имевшим практического значения. Использовать его в качестве топлива не было необходимости, ведь вокруг хватало лесов. К тому же горящий сланец выделяет слишком много копоти.
Всерьёз сланцем заинтересовались во втором десятилетии XX века. Известно, что в 1916 году партия эстонского сланца была отправлена в Петроград для изучения его свойств. Исследования показали, что сланец является ценным полезным ископаемым, которое может использоваться как в качестве топлива, так и в качестве сырья для химической промышленности.
В 1919 году в Эстонской Республике было создано объединение «Государственная сланцевая промышленность». Сланец добывали как под землёй, в шахтах, так и открытым способом, то есть на сланцевых разрезах. Рядом с шахтами и разрезами росли посёлки. В 1924 году неподалёку от железнодорожной станции Кохтла был построен завод по производству сланцевого масла. Рядом с ним начал расти рабочий посёлок, названный Кохтла-Ярве. В середине 1930-х годов он включал несколько рабочих кварталов — Кява, Вахекюла, Паванду.
В годы Второй мировой войны значение эстонского сланцевого бассейна выросло: Германия рассматривала его как источник получения горючего. Впрочем, начать полномасштабную эксплуатацию месторождения немцы не успели.
После войны сланец во всё возрастающих количествах потребовался для северо-западной части Советского Союза. Главный посёлок сланцевого бассейна получил статус города 15 июня 1946 года.
Проект нового города был разработан в 1946 году в Ленинградском отделении Горстройпроекта архитекторами Витенбергом Е., Давыдовым И., Кирцидели Ф., Писаревым И., Тимофеевым Л., Шутовым А., Ярощуком В. и др. Согласно ему все промышленные предприятия были расположены в западной части города, а жилые кварталы — в восточной. Между промышленностью и жилой зоной были устроены разрывы в 2,4 км. Реализованы эти разрывы были за счёт организации парка культуры и отдыха и лесопарка, соединяющегося с зоной отдыха у Финского залива.
С 1946 года в течение почти двадцати лет шёл процесс административного объединения окрестных населённых пунктов в рамках Кохтла-Ярве. В 1949 году в состав Кохтла-Ярве были включены поселки Кохтла и Кукрузе. В 1960 году в него вошли города Йыхви и Ахтме, а также поселок Сомпа. В 1964 году в подчинение Кохтла-Ярве перешли город Кивиыли, посёлок Ору, Пюсси и Вийвиконна. Таким образом, Кохтла-Ярве сильно разросся, превратившись при этом в город с уникальной планировкой, поскольку его части оставались сильно разбросанными «островами», лежащими среди лесов, сельскохозяйственных угодий и сланцевых разработок.
В 1991 году количество частей Кохтла-Ярве уменьшилось, из его состава вышли Йыхви, Кивиыли и Пюсси, став самостоятельными городами, а также Кохтла, получившее право посёлка. В настоящее время Кохтла-Ярве состоит из шести (а если точнее, восьми) частей: Ярве (в район входит также автономный район Кява), Сомпа, Кукрузе, Ахтме, Ору и Вийвиконна (в район административно также входит и посёлок Сиргала). Планировка города остаётся очень своеобразной. Число жителей его немногим менее 50 тысяч, однако два человека, находящиеся один в Сиргала, а другой в Ярве — то есть оба на территории Кохтла-Ярве, — могут быть разделены расстоянием, превышающим 30 километров.
В 1990-е годы объёмы добычи и переработки сланца уменьшились.
По состоянию на 1 сентября 2013 года работали шахта «Эстония» («Estonia»), шахта «Оямаа» («Ojamaa») и один открытый карьер «Нарва» («Narva»).

## Части города
- Ярве состоит из Старого Города, Эхитаяте (соседствует с Кява) и т. н. Нового Города (бывший Социалистический район) (т. н. Соцгород). Будучи историческим ядром Кохтла-Ярве и местопребыванием единой администрации, является лишь вторым по численности населения районом города (14 937 человек по данным 2021 года)[6].
  - Старый Город — центр обработки и исследования сланца.
  - Кява — промышленная часть, располагающаяся на юге города Кохтла-Ярве, развивалась вместе с шахтой Кява.
  - Новый Город — центр образования и культуры.
- Ахтме состоит из Ийдла, Таммику, Пуру, Центрального Ахтме, Старого Ахтме и Нового Ахтме. Спальный район города, является крупнейшим по численности населения районом города (15 185 человек по данным 2021 года)[6]. Находится в 2 км на юго-западе от Йыхви.
- Кукрузе (496 человек по данным 2021 года) — часть города между Кохтла-Ярве и Йыхви в рамках волости Кохтла[6]. Поселение сформировалось после 1916 года, когда в Кукрузе стали добывать сланец. Кукрузе известен своим террикоником, являющимся местом развлечения в зимние месяцы.
- Ору (987 человек по данным 2021 года) находится в 9 км на восток от Йыхви, недалеко от Оруской железнодорожной станции, в границах Тойлаской волости[6]. Поселение возникло в связи с постройкой завода, производящего торфобрикет, в 1958 году.
- Сомпа (786 человек по данным 2021 года) находится вблизи Таллинско-Нарвской железной дороги, на западе от Йыхви и востоке от Ярвеской части города в пределах волости Йыхви[6].

Кроме административной власти, у этих частей города общим является только производство и обработка сланца, а также часть инфраструктуры.
До 2017 года в состав Кохтла-Ярве также входили ещё два посёлка, после реформы ставшие деревнями, подчинёнными городскому муниципалитету Нарва-Йыэсуу (в состав которого вошла и окружающая их волость Вайвара).
- Вийвиконна находится в 7 км на юго-западе от железнодорожной станции Вайвара[эст.], в границах волости Вайвара.
- Сиргала был основан вместе со сланцевым карьером. Находится на востоке от Вийвиконна и в составе Кохтла-Ярве управлялся как часть Вийвиконна.

Кроме того, до 1991 года в состав Кохтла-Ярве входили Йыхви, Кивиыли и Пюсси, вновь ставшие в дальнейшем отдельными городами.

## Статистика
Данные Департамента статистики о городе Кохтла-Ярве:
Число жителей по состоянию на 1 января каждого года:
| Год     | 2016   | 2017     | 2018     | 2019     | 2020     | 2021     | 2022     |
| ------- | ------ | -------- | -------- | -------- | -------- | -------- | -------- |
| Человек | 35 801 | ↘ 35 056 | ↘ 34 394 | ↘ 33 743 | ↘ 33 197 | ↘ 32 577 | ↗ 33 498 |

Число рождений:
| Год           | 2016 | 2017  | 2018  | 2019  | 2020  |
| ------------- | ---- | ----- | ----- | ----- | ----- |
| Живорождённых | 287  | ↘ 251 | ↘ 247 | ↘ 227 | ↘ 215 |

Число смертей:
| Год     | 2016 | 2017  | 2018  | 2019  |
| ------- | ---- | ----- | ----- | ----- |
| Умерших | 522  | ↗ 564 | ↘ 508 | ↘ 505 |

Зарегистрированные безработные:
| Год     | 2016 | 2017   | 2018   | 2019   |
| ------- | ---- | ------ | ------ | ------ |
| Человек | 1888 | ↘ 1728 | ↘ 1497 | ↗ 1525 |

Средняя брутто-зарплата:
| Год  | 2016   | 2017     | 2018     | 2019       | 2020      |
| ---- | ------ | -------- | -------- | ---------- | --------- |
| Евро | 871,17 | ↗ 939,27 | ↗ 991,67 | ↗ 1 053,81 | ↗ 1 084,3 |

В 2019 году город Кохтла-Ярве занимал 74 место по величине средней брутто-зарплаты из 79 муниципалитетов Эстонии.

## Экономика
Важнейшие области деятельности связаны со сланцем. К числу крупных предприятий относятся шахты (на данный момент действуют 1 шахта и 1 карьер (ранее объединённые 3)), ими управляет АО «Ээсти Энергия»; ведущим предприятием в области сланцевой химии является АО «Виру Кеемиа Групп», химическое предприятие «Нитроферт». На сланце также работают местные тепловые электростанции.

## Образование
В городе работают 8 основных школ, 6 средних школ, 3 профессионально-технических училища, Вирумааский колледж Таллинского технического университета и отделение Института сланца Таллинского технического университета. Насчитывается 34 различных спортивных сооружения и спортобъекта. Врачебную помощь оказывают шесть больниц и поликлиники. Работает Музей сланца, в филиале которого проводятся художественные выставки.

## Достопримечательности
- Начальная школа в стиле функционализм (1939 г.), архитектор Антон Соанс
- Православная церковь Кохтла-Ярве (1938 г.), архитектор Антон Соанс

- Православная церковь, Кохтла-Ярве
- Здание школы в Кохтла-Ярве

## Транспорт
Внутригородские перевозки в Кохтла-Ярве осуществляются автобусами, маршрутными и легковыми такси. По состоянию на 2025 год городские автобусные линии обслуживает фирма «Go Bus». Маршруты построены так, чтобы соединять город с другими районами, а также с соседним городом Йыхви. В городе есть автовокзал, он расположен под одной крышей с торговым центром «Vironia». В районе Ору есть железнодорожная станция Ору.

## Города-побратимы
- Сланцы
- Кингисепп
- Коростышев
- Вышкув
- Умео
- Оутокумпу
- Кеми
- Кедайняй
- Нордерштедт
- Солигорск, Белоруссия

В Южном районе города на улице Оутокумпу в 1982 году был установлен памятник, посвящённый дружбе Кохтла-Ярве и Оутокумпу. Автором монумента является эстонский скульптор Рафаэль Арутюньян.

## Известные уроженцы
- Аннус, Лембит Эльмарович — эстонский политик, первый секретарь ЦК Коммунистической партии Эстонии (на платформе КПСС), член Политбюро ЦК КПСС.
- Володин, Александр Александрович — шахматист, гроссмейстер.
- Кэбин, Йоханнес Густавович — советский партийный и государственный деятель, Герой Социалистического Труда, первый секретарь ЦК КП Эстонии (1950—1978), председатель Президиума Верховного Совета Эстонской ССР (1978—1983).
- Корб, Валерий Николаевич — эстонский политик, депутат Рийгикогу XI и XII созывов, мэр Кохтла-Ярве в 1990—1991, 1996—1999, 2002—2003 годах.
- Мандри, Хейно Аугустович — советский актёр театра и кино, народный артист Эстонской ССР.
- Олль, Лембит Антсович — шахматист, гроссмейстер.
- Осиновский, Евгений Олегович — эстонский государственный деятель, председатель Социал-демократической партии, министр здравоохранения и труда Эстонии в 2015—2018 годах, министр образования и науки Эстонии в 2014—2015 годах.
- Оюланд, Кристийна — государственный и политический деятель Эстонии, министр иностранных дел с 2002 по 2005 год.
- Паршин, Сергей Иванович —  актёр театра и кино, народный артист Российской Федерации.
- Петровичев, Владимир Алексеевич — скульптор, член Союза художников России.
- Репинский, Мартин — эстонский политик, старейшина Йыхви (2018—2019), министр сельского хозяйства Эстонии (2016), член Рийгикогу (2015—2018).
- Террас, Рихо — генерал, командующий Силами обороны Эстонии в 2011—2018 годах, депутат Европарламента.
- Цыганова, Моника — шахматистка, девятикратная чемпионка Эстонии по шахматам, международный мастер среди женщин.
- Чернобай, Надежда — художница.
- Йоонас, Велли  — эстонская музыкант, автор песен, художнца и поэтеса, бывшая участница любительских групп Vstretša и Pirita.

## Галерея
- Здание мэрии города
- Дом культуры в районе Сомпа
- Культурный центр Кохтла-Ярве
- Зал Культурного центра Кохтла-Ярве
- Старая мельница
- Памятник Освободительной войне
- Памятник Шахтёрам в Ярве
- Кохтла-Ярвеское отделение Таллиннского медицинского колледжа в районе Кукрузе
- Центральная аллея города
- Площадь Вирула
- Улица Ярвекюла
- Микрорайон Таммику
- Вид на микрорайон Таммику со стороны Ийдла (часть Ахтме)
- Железнодорожная станция Ору